# Urraca Abril de Lumiares
Urraca Abril de Lumiares (c. 1210-depois de 1258), foi uma rica-dona portuguesa do século XIII, e a herdeira de Lumiares como última representante da família. Embora bastante rica em terras, herdadas dos pais, não desempenhou qualquer papel político. Embora não tenha desempenhado qualquer papel político, parece que a sua figura se encontra ligada aos antecedentes da guerra de usurpação do conde de Bolonha, do qual o seu pai foi partidário, não tanto por inclinação política, mas muito mais pelo ódio a um pretendente de Urraca, Martim Gil de Soverosa, valido de Sancho II de Portugal, que deveria ter na verdade origem pessoal, alargando depois para o contexto político que acabou por se verificar. .

## Primeiros anos
Filha do poderoso rico-homem Abril Peres de Lumiares e de Sancha Nunes de Barbosa, era membro da Casa de Lumiares, um dos ramos mais notáveis, mas também mais efémeros, da antiga Casa de Riba Douro. Aliás, Urraca foi, de facto, a sua última representante, já que os seus dois irmãos, Pedro Abril e Nuno Abril, seriam gafos, não tendo casado nem deixado qualquer descendência. Isto fazia de Urraca a única herdeira das terras do seu pai, sendo por isso bastante opulenta de bens. 

## Casamento

### A disputa pela sua mão e o rapto
Segundo a cantiga, seria Martim Gil de Soverosa, o odiado valido de Sancho II, quem terá pretendido a mão de Urraca. É compreensível o interesse de Martim por Urraca, dada a beleza que a devia ter caracterizado, mas também, ou então pelo menos, a referida  herança vasta que herda dos seus pais, como filha que no fim acaba por ser a única a sobreviver. Urraca provavelmente corresponderia a este sentimento.
Porém, o seu pai, Abril, teria outro pretendente em vista: João Martins de Riba de Vizela, chamado O Chora. Urraca parecia não querer este pretendente, pois é facto que o pai a teria forçado, e, tendo um caráter violentamente sanguinário e irado, poderá não ter hesitado em cometer algum ato mais violento sobre a filha, exercendo assim à força a sua vontade e a sua autoridade paterna, podendo inclusive tê-la raptado para a dobrar à sua vontade. Urraca teria assim vivido algum tempo encerrada na torre do paço de Lumiares. A localidade de Lumiares não ficaria longe de Moimenta da Beira, a Moimenta que parece surgir na cantiga dedicada a este caso, de João Soares Somesso, segundo a qual Urraca viveria "em grande tormenta" porque "a quer casar seu pai". Suspeita-se que seria aqui e não em Moimenta, uma vez que na época era uma pequena e insignificante aldeia do couto de Leomil, governado por uma família que não estava sequer relacionada com os Lumiares.
A curiosa afronta que mais tarde o seu segundo esposo, Fernão Garcia de Sousa, protagoniza em Moreira (Trancoso) contra Martim Gil, e a inimizade que lhe dedicava poderia ser um sinal que Fernão Garcia seria desde o início o pretendido por Urraca, e não Martim Gil como naturalmente se pensaria.

#### Na literatura
O problema do casamento de Urraca Abril foi mencionado numa cantiga de João Soares Somesso, Ogan(o), em Muimenta, que reflete sobre o casamento desta com D. João Martins de Riba de Vizela o Chora. Este casamento causou alguma disputa nobiliárquica, já que a mão de Urraca seria pretendida também por D. Martim Gil de Soverosa. 
A cantiga denuncia alguma repulsividade de Urraca face ao seu casamento com D. João Martins, e parece ser anterior à queda de Sancho II, ou melhor, do favor que dele teve Martim Gil, o que demonstra a origem pessoal do conflito, a origem no pedido da mão de Urraca, negada pelo pai desta. Deste papel maternal que o pai parece assumir quando insiste em querer escolher o melhor partido para a filha a partir do seu ponto de vista, deduz-se que se trataria, de facto, de um casamento de conveniência.

### Da morte do pai ao segundo casamento
Urraca acabaria por casar com João Martins O Chora e dele teve o único filho (provavelmente) que viria a ter em vida, Pedro Anes de Riba de Vizela, que deu assim forma a um ramo colateral dos Riba de Vizela.
Abril, o seu pai, viria a morrer, junto ao bastardo régio Rodrigo Sanches, na Lide de Gaia de 1245, que os opuseram e à maior parte da nobreza portuguesa contra o valido.
Urraca, como a única filha viva, herdou todos os bens paternos e maternos, que ainda aumentou com algumas compras feitas por ela, incluindo o couto de Lumiares e o paço onde havia estado encerrada anos antes. A mãe, talvez afetada pela dor da perda, viveria isolada no Paço até morrer, pouco depois. Também Urraca terá vivido no Paço, como natural herdeira dele e das posses inerentes ao mesmo e também à família.
Terá sido provavelmente nesta altura que Urraca se tornou barregã de Afonso III de Portugal, recebendo dele vários favores e doações. E, sem certezas, terá casado, estando ainda com o rei ou não, com Fernão Garcia de Sousa, chamado Esgaravunha, trovador e sobrinho do poderoso magnate Gonçalo Mendes II de Sousa. Deste casamento não resultaria descendência..

## Morte e posteridade
Desconhece-se a data em que morreu, sendo certamente posterior a 1258, uma vez que ainda é mencionada nas Inquirições Gerais de 1258. 
Após a sua morte, todo o património passou, sensivelmente intacto, para o seu único filho, Pedro Anes de Riba de Vizela, enriquecendo este ramo colateral, mas que não sobreviveria à geração da filha deste.

## Casamento e descendência
Urraca casou em primeiras núpcias com João Martins de Riba de Vizela o Chora de quem teve:
- Pedro Anes de Riba de Vizela (c.1240-1286), c.c. (maio de 1265) Urraca Afonso, filha bastarda de Afonso III de Portugal.

Depois de enviuvar, entre 1248 e 1250, Urraca foi barregã de Afonso III de Portugal, tal como outras ricas-donas e senhoras, entre as quais se incluíam Aldonça Anes da Maia ou Teresa Mendes de Sousa. Não é certo se teve algum filho do rei, dada a complexidade pelo número de amantes e filhos bastardos que se conhecem deste rei. 
Volta a casar, em segundas núpcias, com o trovador Fernão Garcia de Sousa o Esgaravunha. Não se conhece descendência deste enlace.